# تام بون
تام آلن بون (انگلیسی: Tom Alain Boon؛ زادهٔ ۲۵ ژانویهٔ ۱۹۹۰) یک بازیکن هاکی روی چمن بلژیکی است که در پست مهاجم برای لئوپولد و تیم ملی بلژیک بازی می کند. او در المپیک ۲۰۱۶ به مدال نقره دست یافت.

## دوران باشگاهی
او هاکی را در رویال وایت استار HC (انگلیسی: Royal white star HC) شروع کرد و پس از بازی برای بلومندال (انگلیسی: Bloemendaal) چهار سال برای تیم بلژیکی راسینگ کلاب د بروکسل (انگلیسی: Racing club de bruxelles) بازی کرد.